# Diseño centrado en el usuario
El Diseño Centrado en el Usuario es una filosofía de diseño que tiene por objeto la creación de productos que resuelvan necesidades concretas de sus usuarios finales, consiguiendo la mayor satisfacción y mejor experiencia de uso posible con el mínimo esfuerzo de su parte.
Toma forma como un proceso en el que se utilizan una serie de técnicas multi disciplinares y donde cada decisión tomada debe estar basada en las necesidades, objetivos, expectativas, motivaciones y capacidades de los usuarios.
La mayoría de los procesos que hacen Diseño Centrado en el Usuario suponen las siguientes etapas:
1. Conocer a fondo a los usuarios finales, normalmente usando investigación cualitativa o investigación cuantitativa.
2. Diseñar un producto que resuelva sus necesidades y se ajuste a sus capacidades, expectativas y motivaciones.
3. Poner a prueba lo diseñado, normalmente usando test de usuarios.

## Orígenes
El término “diseño centrado al usuario” (UCD por sus siglas en inglés) se originó en el laboratorio de Donald Norman en la Universidad de California San Diego (UCSD) en los 80's y se convirtió en un término muy usado después de la publicación del libro User-Centered System Design: New Perspectives on Human-Computer Interaction (Norman & Draper, 1986). Norman se adentró más en el tema con su libro seminal The Psychology Of Everyday Things, también llamado POET (Norman, 1988)
En POET reconoce las necesidades y los intereses del usuario y se centra en la usabilidad del diseño. Ofrece cuatro sugerencias básicas de lo que un diseño debe de ser:
1. Hacer fácil de determinar qué acciones son posibles en cualquier momento.
2. Hacer los elementos del sistema visibles, incluyendo el modelo conceptual del sistema, las acciones alternativas y sus resultados.
3. Hacer fácil de evaluar el estado actual del sistema.
4. Seguir asignaciones naturales entre las intenciones y las acciones requeridas; entre las acciones y el efecto resultante y entre la información que es visible y la interpretación del estado del sistema.

Estas recomendaciones ponen al usuario en el centro del diseño. El rol del diseñador es facilitar la tarea al usuario para asegurarse de que el usuario es capaz de hacer uso del producto con el mínimo esfuerzo para aprender cómo usarlo.

## Métodos y técnicas
El proceso de diseño centrado en el usuario puede ayudar a los diseñadores de software a cumplir el objetivo de un producto diseñado para sus usuarios. Los requisitos del usuario se asume correctos desde el principio y se incluyen en todo el ciclo del producto. Estos requisitos se observan y se refinan a través de métodos de investigación que incluyen: estudio etnográfico, investigación contextual, pruebas de prototipos, pruebas de usabilidad y otros métodos. También se pueden utilizar métodos generativos que incluyen: clasificación de tarjetas, diagramas de afinidad y sesiones de diseño participativo. Además, los requisitos del usuario pueden inferirse mediante un análisis cuidadoso de productos utilizables similares al producto que se está diseñando.
- Diseño cooperativo: participación de diseñadores y usuarios en pie de igualdad. Esta es la tradición escandinava del diseño de artefactos informáticos y ha ido evolucionando desde 1970. A esto también se le llama codiseño.[1]
- Diseño participativo, un término norteamericano para el mismo concepto, inspirado en el diseño cooperativo, que se centra en la participación de los usuarios. Desde 1990, ha habido una Conferencia de Diseño Participativo bianual.[2]
- Diseño contextual, "diseño centrado en el cliente" en el contexto real, incluidas algunas ideas del diseño participativo.[3]

Estos principios aseguran que un diseño esté centrado en el usuario:
1. El diseño se basa en el conocimiento explícito de los usuarios, tareas y entornos.
2. Los usuarios participan en todo el diseño y desarrollo.
3. El diseño es impulsado y refinado por una evaluación centrada en el usuario.
4. El proceso es iterativo.
5. El diseño aborda toda la experiencia del usuario.
6. El equipo de diseño incluye habilidades y perspectivas multidisciplinarias.[4]

## Propósito
El Diseño Centrado en el Usuario hace preguntas relacionadas al usuario sobre sus tareas y metas, después toma los hallazgos y sobre ellos hace decisiones del diseño.
El Diseño Centrado en el Usuario por ejemplo busca la respuesta a las siguientes preguntas:
- ¿Quiénes son los usuarios?
- ¿Cuáles son sus tareas y metas?
- ¿Qué nivel de experiencia tienen los usuarios?
- ¿Qué funciones se necesitan?
- ¿Qué información necesitan los usuarios y de que manera?
- ¿Cómo se espera funcione?
- ¿Cuáles son los casos más adversos?
- ¿Se realizarán varias tareas a la vez?